# آب‌انبار بیکی
آب‌انبار بیکی مربوط به دوره قاجار است و در میبد، محله آسیاب روستای آباد واقع شده و این اثر در تاریخ ۲۴ اسفند ۱۳۸۳ با شمارهٔ ثبت ۱۱۶۳۰ به‌عنوان یکی از آثار ملی ایران به ثبت رسیده است.